# Мамедов, Азиз Адалетович
Азиз Адалетович Мамедов (7 августа 1984, СССР) — российский футболист, защитник.

## Биография
Воспитанник ОСДЮШОР «Балтика» (Калининград). Начинал карьеру во второй команде. В России на профессиональном уровне играл за фарм-клубы калининградцев: «Балтика-2» и «Балтика-Тарко». В 2007 году перебрался в Азербайджан, где выступал за коллектив Премьер-лиги «МКТ-Араз». Вместе с ним доходил до финала Кубка страны.
Завершал карьеру в командах первенства Калининградской области.

## Достижения
- Финалист Кубка Азербайджана (1): 2006/2007
- Победитель зонального (МРО «Северо-Запад») первенства и серебряный призёр финального турнира ЛФЛ: 2005
- Обладатель кубка МРО «Северо-Запад» и финалист кубка России среди ЛФК: 2005